# Маурісіо Лемос
Паоло Маурісіо Лемос Мерладетт (ісп. Paolo Mauricio Lemos Merladett; нар. 28 грудня 1995, Ривера, Уругвай) — уругвайський футболіст, центральний захисник бразильського клубу «Атлетіку Мінейру».

## Клубна кар'єра
Маурісіо Лемос починав грати у футбол у школі клуба «Дефенсор Спортінг», з яким у 2014 році підписав професійний контракт. Та вже за рік Лемос перейшов до складу російського «Рубіна». У казанській команді уругваєць надовго не затримався, провівши за сезон лише чотири гри і вже наступний сезон він почав на Канарських островах у клубі іспанської Прімери — «Лас-Пальмас».
Дебют Лемоса у новому клубі відбувся 20 лютого 2016 року у матчі проти «Барселони». Влітку 2016 року вступив в дію п'ятирічний контракт футболіста із клубом.
У 2018 році Лемос провів 11 матчів на правах оренди у складі італійського «Сассуоло».
Влітку 2020 року Маурісіо Лемос підписав трирічний контракт з турецьким клубом «Фенербахче». Пробитися до основного складу турецької команди не зумів, на сезон 2021/22 віддавався в оренду до бельгійського «Беєрсхот-Вілрейк», після чого повернувся до «Фенербахче».

## Міжнародна кар'єра
У жовтні 2017 року у товариському матчі проти команди Австрії Маурісіо Лемос дебютував у складі національної збірної Уругваю.

## Статистика виступів

### Статистика клубних виступів
Станом на 3 лютого 2021 року
| Сезон                         | Команда                       | Чемпіонат                     | Чемпіонат | Чемпіонат | Національний кубок | Національний кубок | Національний кубок | Континентальні кубки | Континентальні кубки | Континентальні кубки | Інші змагання | Інші змагання | Інші змагання | Усього | Усього |
| Сезон                         | Команда                       | Ліга                          | Ігор      | Голів     | Ліга               | Ігор               | Голів              | Ліга                 | Ігор                 | Голів                | Ліга          | Ігор          | Голів         | Ігор   | Голів  |
| ----------------------------- | ----------------------------- | ----------------------------- | --------- | --------- | ------------------ | ------------------ | ------------------ | -------------------- | -------------------- | -------------------- | ------------- | ------------- | ------------- | ------ | ------ |
| 2013–14                       | «Дефенсор Спортінг»           | ПД                            | 2         | 0         | -                  | -                  | -                  | -                    | -                    | -                    | -             | -             | -             | 2      | 0      |
| 2014–15                       | «Дефенсор Спортінг»           | ПД                            | 7         | 0         | -                  | -                  | -                  | -                    | -                    | -                    | -             | -             | -             | 7      | 0      |
| Усього за «Дефенсор Спортінг» | Усього за «Дефенсор Спортінг» | Усього за «Дефенсор Спортінг» | 9         | 0         |                    | -                  | -                  |                      | -                    | -                    |               | -             | -             | 9      | 0      |
| 2015.-січ. 2016               | «Рубін»                       | ПЛ                            | 4         | 0         | КР                 | 2                  | 0                  | ЛЄ                   | 2                    | 0                    | -             | -             | -             | 7      | 0      |
| січ.-черв. 2016               | «Лас-Пальмас»                 | ПД                            | 10        | 0         | КІ                 | 0                  | 0                  | -                    | -                    | -                    | -             | -             | -             | 10     | 0      |
| 2016–17                       | «Лас-Пальмас»                 | ПД                            | 23        | 5         | КІ                 | 3                  | 0                  | -                    | -                    | -                    | -             | -             | -             | 26     | 5      |
| 2017-січ. 2018                | «Лас-Пальмас»                 | ПД                            | 16        | 0         | КІ                 | 2                  | 0                  | -                    | -                    | -                    | -             | -             | -             | 18     | 0      |
| січ.-черв. 2018               | «Сассуоло»                    | A                             | 8         | 1         | КІ                 | 0                  | 0                  | -                    | -                    | -                    | -             | -             | -             | 8      | 1      |
| 2018–19                       | «Сассуоло»                    | A                             | 3         | 0         | КІ                 | 1                  | 0                  | -                    | -                    | -                    | -             | -             | -             | 4      | 0      |
| Усього за «Сассуоло»          | Усього за «Сассуоло»          | Усього за «Сассуоло»          | 11        | 1         |                    | 1                  | 0                  |                      | 0                    | 0                    |               | -             | -             | 12     | 1      |
| 2019–20                       | «Лас-Пальмас»                 | СД                            | 26        | 1         | КІ                 | 1                  | 0                  | -                    | -                    | -                    | -             | -             | -             | 27     | 1      |
| Усього за «Лас-Пальмас»       | Усього за «Лас-Пальмас»       | Усього за «Лас-Пальмас»       | 75        | 6         |                    | 8                  | 0                  |                      | -                    | -                    |               | -             | -             | 83     | 6      |
| 2020–21                       | «Фенербахче»                  | СЛ                            | 8         | 0         | КТ                 | 1                  | 0                  | -                    | -                    | -                    | -             | -             | -             | 9      | 0      |
| Усього за кар'єру             | Усього за кар'єру             | Усього за кар'єру             | 107       | 7         |                    | 10                 | 0                  |                      | 2                    | 0                    |               | -             | -             | 118    | 6      |

### Статистика виступів за збірну
| Дата       | Місто   | Господарі | Результат | Гості   | Турнір           | Голи | Примітки |
| ---------- | ------- | --------- | --------- | ------- | ---------------- | ---- | -------- |
| 10-11-2017 | Варшава | Польща    | 0 – 0     | Уругвай | товариський матч | -    |          |
| 16-11-2018 | Лондон  | Бразилія  | 1 – 0     | Уругвай | товариський матч | -    | 81'      |
| Усього     |         | Матчів    | 2         |         | Голів            | 0    |          |

## Титули і досягнення
- Переможець Панамериканських ігор: 2015